# Natuurpark Los Volcanes

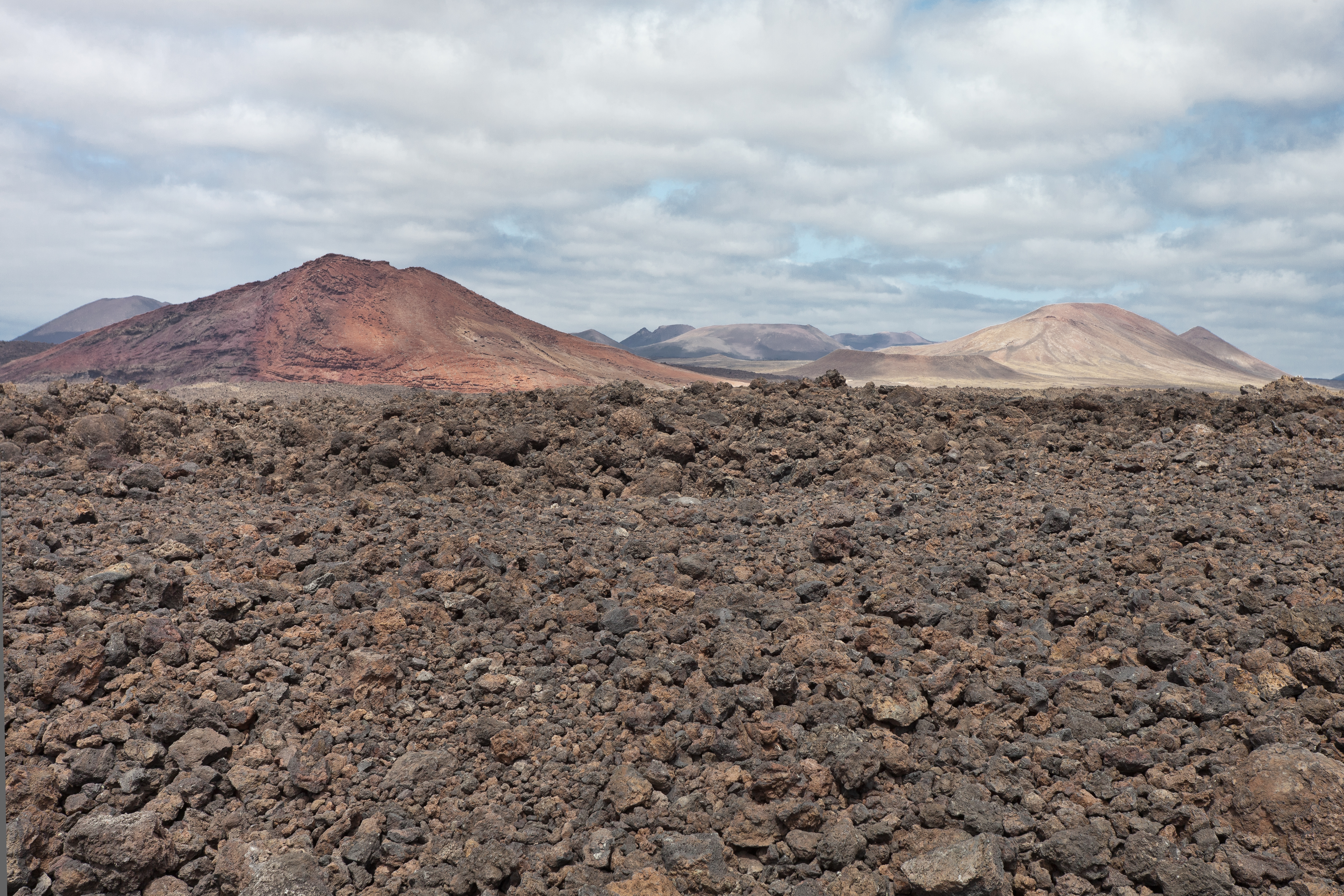

Het Natuurpark Los Volcanes (Spaans: Parque natural de Jandía) is een natuurpark op Lanzarote (Canarische Eilanden) in Spanje. Het natuurpark werd opgericht in 1987 en is  10158,4 hectare groot. Het natuurpark omvat vulkanen en lavavelden. Het park grenst aan nationaal park Timanfaya.